# Wonderworld
Wonderworld is het zevende studioalbum van de Britse rockgroep Uriah Heep. De band heeft binnen vijf jaar tijd zeven studioalbums en een livealbum (1973) uitgebracht. Bovendien hebben ze in dezelfde periode een aantal langdurige tournees gemaakt. 

## Muzikanten
- David Byron – zang
- Ken Hensley – keyboards, gitaar, percussie
- Mick Box – elektrische en akoestische gitaar
- Lee Kerslake – drums en percussie
- Gary Thain – basgitaar

Wonderworld is het laatste album dat in de klassieke (meest succesvolle) bezetting is opgenomen. Na dit album heeft bassist Gary Thain de band verlaten. In de daarop volgende jaren zijn ook bijna alle andere bandleden vertrokken. In 2018 is gitarist en medeoprichter Mick Box de laatste van de oude bezetting die nog deel uitmaakt van de band.
De componist en arrangeur Michael Gibbs heeft de arrangementen geschreven voor het orkest dat meespeelt op The easy road.

## Muziek
Op het zevende album Wonderworld speelt Uriah Heep grotendeels een combinatie van harde rock en melodieuze stukken. Het album begint met de gelijknamige rockballade Wonderworld. Verder staan er een aantal stevige rocknummers op de plaat, zoals Suicidal man, So tired en Something or nothing. Daarbij spelen gitaar en keyboard een belangrijke rol. The easy road is een rustig, gevoelig nummer met begeleiding van een strijkorkest en fluit. I won't mind is een stevig bluesnummer met harde gitaarsolo's. Het eerste nummer Wonderworld en het laatste Dreams doen qua thema denken aan de fantasy van eerdere nummers zoals Demons and wizards en The magician's birthday. De meeste nummers zijn geschreven door toetsenist Ken Hensley, soms samen met andere bandleden.
| Nr. | Titel                                           | Duur |
| --- | ----------------------------------------------- | ---- |
| 1.  | Wonderworld (Hensley)                           | 4:29 |
| 2.  | Suicidal man (Box/Byron/Hensley/Kerslake/Thain) | 3:38 |
| 3.  | The shadows and the wind (Hensley)              | 4:27 |
| 4.  | So tired (Box/Byron/Hensley/Kerslake/Thain)     | 3:39 |
| 5.  | The easy road (Hensley)                         | 2:43 |

| Nr. | Titel                                           | Duur |
| --- | ----------------------------------------------- | ---- |
| 1.  | Something or nothing (Box/Hensley/Thain)        | 2:56 |
| 2.  | I won’t mind (Box/Byron/Hensley/Kerslake/Thain) | 5:59 |
| 3.  | We got we (Box/Byron/Hensley/Kerslake/Thain)    | 3:39 |
| 4.  | Dreams (Box/Byron/Hensley)                      | 6:10 |

## Album
Dit album is opgenomen in de Musicland Studio in München (Duitsland). Die studio is opgericht door de platenproducer Giorgio Moroder. Het album Wonderworld is geproduceerd door Gerry Bron en is in Engeland en Europa uitgebracht in juni 1974 op het Bronze label en in de Verenigde Staten op Warner Bros. In 1996 is een geremasterde cd uitgebracht met vier bonustracks, in 2004 verscheen een luxe versie van dit album met zes bonustracks. De voorkant van de hoes is volledig in zwart en groen waarbij de bandleden allemaal op een voetstukje staan en een verschillende pose aannemen. Op de achterkant poseren de bandleden staand. De teksten staan afgedrukt op de binnenhoes.

## Externe bron
All Music